# إليزابيث مارفيل
إليزابيث مارفيل (بالإنجليزية: Elizabeth Marvel)‏ هي ممثلة أمريكية، ولدت في 27 نوفمبر 1969 بمقاطعة أورانج في الولايات المتحدة. بدأت مشوارها المهني سنة 1992.

## أعمال

### أفلام
- (2008) سينكدوكي
- (2008) يحرق بعد القراءة[8]
- (2010) عزم حقيقي[9]
- (2012) لينكون[10]
- (2012) ميراث بورن[11][12]
- (2014) العام الاكثر عنفا[13]
- (2014) الوها[14]
- (2016) موهوب[15]

### مسلسلات
- أرض الوطن
- الإبتدائية[16][17][18]
- المقاطعة
- بيت البطاقات
- بيرسون أوف إنترست
- قانون ونظام

## ترشيحات
- جائزة مكتب الدراما لأفضل ممثلة في مسرحية [الإنجليزية]‏ (2009)

## وصلات خارجية
- إليزابيث مارفيل على موقع IMDb (الإنجليزية)
- إليزابيث مارفيل على موقع روتن توميتوز (الإنجليزية)
- إليزابيث مارفيل على موقع قاعدة بيانات الأفلام العربية
- إليزابيث مارفيل على موقع ألو سيني (الفرنسية)
- إليزابيث مارفيل على موقع أول موفي (الإنجليزية)
- إليزابيث مارفيل على موقع قاعدة بيانات برودواي على الإنترنت (الإنجليزية)
- إليزابيث مارفيل على موقع قاعدة بيانات الأفلام السويدية (السويدية)
- إليزابيث مارفيل على موقع قاعدة بيانات الفيلم (الإنجليزية)
- إليزابيث مارفيل على موقع كينوبويسك (الروسية)